# St. Dionys (Barum)
St. Dionys ist ein Ortsteil der Gemeinde Barum im Landkreis Lüneburg, Niedersachsen  (Deutschland).

## Geografie
St. Dionys ist ein Dorf am Rande der Lüneburger Elbmarsch, nicht weit entfernt von der Stadt Lüneburg (etwa 12 km). Nach Hamburg sind es etwa 40 km.
Während die nördliche Gemarkung des Ortes, die vom Neetzekanal durchflossen wird, eher Marschencharakter aufweist, ist der Südteil von Kiefernwäldern geprägt. Erwähnenswert ist der 18-Loch-Golfplatz, der sich aber größtenteils in der Gemarkung Brietlingen befindet.

## Geschichte

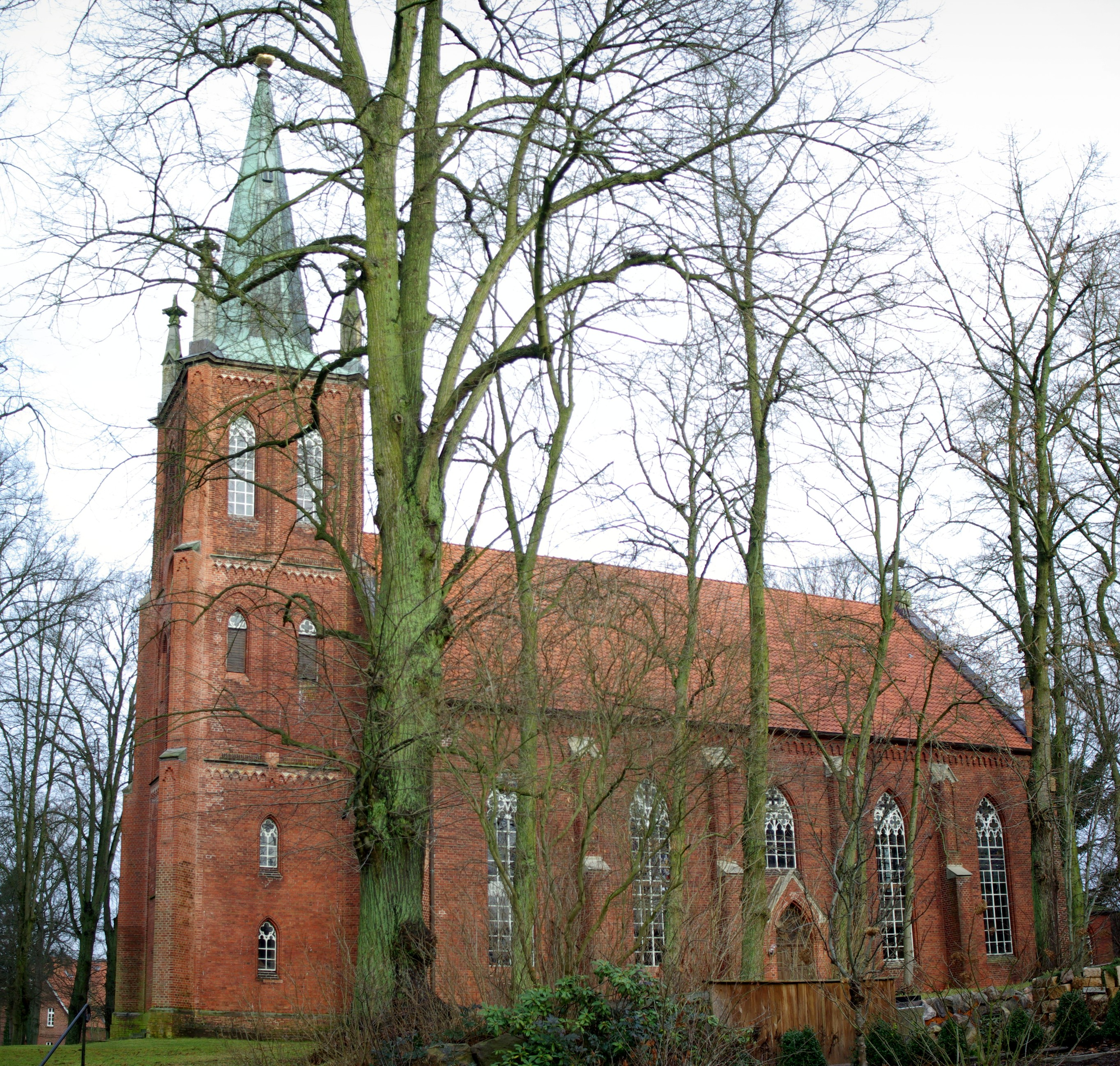
Kirche St. Dionysius

Mittelpunkt des Dorfes ist die St.-Dionysius-Kirche, die bereits 795 durch Karl, den König der Franken, fünf Jahre vor seiner Kaiserkrönung, gegründet worden sein soll. Das Dorf St. Dionys wurde erstmals im Jahre 1333 urkundlich erwähnt.
Seit dem 1. März 1974 gehört der Ort zur Gemeinde Barum und somit zur Samtgemeinde Bardowick.

### Ortsname
Der Ortsname leitet sich von dem Namensgeber der Kirche des Ortes, dem Heiligen Dionysius, ab.

## Bildung
Grundschule und Kindergarten befinden sich in Horburg, weiterführende Schulen gibt es in Bardowick, Lüneburg und Scharnebeck.